# Diplurinae
Diplurinae Simon, 1889 è una sottofamiglia di ragni appartenente alla famiglia Dipluridae.

## Distribuzione
I quattro generi oggi noti di questa sottofamiglia sono diffusi in America meridionale. La sola specie Diplura macrura (C. L. Koch, 1841) è stata rinvenuta nell'isola di Cuba.

## Tassonomia
Attualmente, a giugno 2012, gli aracnologi sono concordi nel suddividerla in quattro generi:
- Diplura C. L. Koch, 1850 — America meridionale (Brasile, Argentina, Venezuela, Bolivia, Paraguay, Ecuador), Cuba (20 specie)
- Harmonicon F. O. P-Cambridge, 1896 — Guiana francese, Brasile (3 specie)
- Linothele Karsch, 1879 — America meridionale (22 specie)
- Trechona C. L. Koch, 1850 — America meridionale (3 specie)